# دونالد أولت
دونالد أولت (بالإنجليزية: Donald Ault)‏ هو رسام أمريكي، ولد في 5 أكتوبر 1942، وتوفي في 13 أبريل 2019.